# 鳴門市明神小学校
鳴門市明神小学校（なるとし あきのかみしょうがっこう）は、徳島県鳴門市瀬戸町明神にある公立小学校。2010年以降の周辺小学校の相次ぐ休校（島田、北灘西、北灘東、瀬戸）により、鳴門市瀬戸町（明神字弐軒屋、明神字楠谷を除く）および北灘町全域を通学区域とする。

## 沿革
- 1875年（明治8年） - 創設。

## 校歌
- 作詞：星野一男 / 作曲：小串信太郎

## 出身者
- 石上泰輝 - プロ野球選手

## 通学区域が隣接している学校
- 鳴門市鳴門西小学校 （海を挟んで隣接。）
- 鳴門市黒崎小学校
- 鳴門市第一小学校 （鳴門市大津西小学校も選択可能な区域も含む。）
- 鳴門市堀江北小学校
- 鳴門市板東小学校
- 板野町立板野東小学校
- （香川県）東かがわ市立引田小学校